# Aspidiske

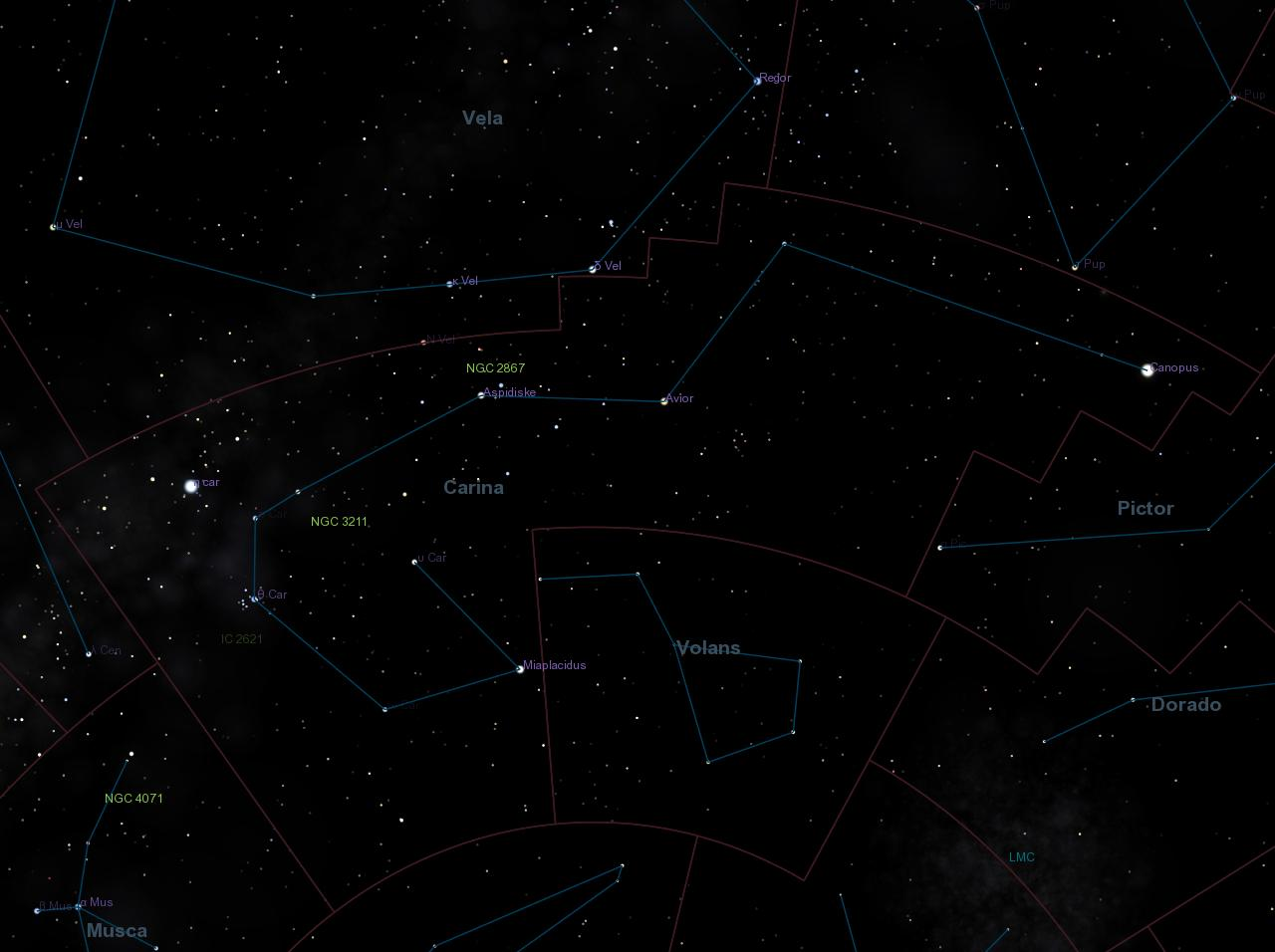
Constel·lació Carina

Aspidiske és el nom de l'estrella Carinae (Car / HD 80404), la quarta més brillant de la constel·lació de Carina, de magnitud aparent +2,21. El seu nom, d'origen grec, vol dir 'petit escut'. Altres noms d'aquesta mateixa estrella són Scutulum (provinent del llatí) i Turais (d'origen àrab), que venen a significar el mateix. No s'ha de confondre amb la propera i una mica menys brillant Azmidiske (ξ Puppis), ja que el nom n'és molt similar.
Aspidiske és una supergegant blanca de tipus espectral A8Ib. Amb una temperatura de 7.400 K, la lluminositat equival a 4.900 sols i el seu radi s'estima 43 vegades més gran que el del Sol.
La seva velocitat de rotació projectada, 10 km/s, dona lloc a un llarg període de rotació igual o inferior a 215 dies. Aspidiske emet raigs X, cosa que implica certa activitat magnètica, fet inusual en una estrella de les seves característiques.
Amb una massa unes 7 vegades major que la massa solar, Aspidiske té una edat aproximada de 40 milions d'anys. Clarament per sota del límit requerit perquè en un futur exploti com a supernova, finalitzarà els seus dies com una nana blanca similar aSírius B (α Canis Majoris B).
Aspidiske es troba a uns 690  anys llum del sistema solar.
A causa de la precessió de la Terra, aquesta estrella marcarà el pol sud celeste aproximadament l'any 8100 de la nostra era.